# Spaniens U/19-fodboldlandshold
Spaniens U/19-fodboldlandshold er Spaniens landshold for fodboldspillere, som er under 19 år og administreres af Real Federación Española de Fútbol] (RFEF).